# Bitwa o Paprocany
Bitwa o Paprocany (także Bitwa pod Paprocanami) – starcie zbrojne, które miało miejsce 16/17 sierpnia 1919 roku w miejscowości Paprocany koło Tychów  pomiędzy powstańcami śląskimi a wojskami niemieckimi w czasie I powstania śląskiego.

## Bitwa
Paprocany były miejscem stacjonowania ponad 100-osobowej niemieckiej baterii artylerii polowej pod dowództwem kpt. Goesego, która wchodziła w skład dywizji majora Aldenhovena. Powstańcy uzbrojeni w broń zdobytą wcześniej we wsi Urbanowice uderzyli na znajdującą się w Paprocanach baterię, wykorzystując element zaskoczenia i rozproszenia przeciwnika. Część Niemców zostało zaskoczonych i rozbrojonych. Po nadciągnięciu wsparcia dla powstańców śląskich w postaci trzech drużyn z okolic Tychów, którymi dowodzili Ludwik Gongor, Józef Kurzak i Jan Duk, po kilkukrotnych atakach pozostali broniący się Niemcy zostali wzięci do niewoli. W wyniku starcia powstańcy śląscy wzięli do niewoli prawie 100 jeńców (w tym kpt. Goesego i 2 innych oficerów) oraz zdobyli 4 działa, 2 kaemy, około 100 karabinów i kilkadziesiąt koni (według innego źródła zdobyto 50 karabinów i 3 kaemy, a do niewoli wzięto 43 żołnierzy oraz 3 podoficerów Grenzschutzu). Po stronie powstańców zginął Franciszek Szkudło.